# Colangia moseleyi
Espèce
Statut CITES
Colangia moseleyi est une espèce de coraux appartenant à la famille des Caryophylliidae.